# Geneviève Page
Geneviève Page, pseudonimo di Geneviève Anne Marguerite Bonjean (Parigi, 13 dicembre 1927 – Parigi, 14 febbraio 2025), è stata un'attrice francese.

## Biografia
Figlia del mercante d'arte e collezionista Jacques-Paul Bonjean (1899-1990) e di Germaine Catherine Lippman (1901-1985), nonché figlioccia dello stilista Christian Dior, dopo aver studiato al Conservatoire national supérieur d'art dramatique di Parigi, Geneviève Page debuttò alla Comédie Française, quindi passò al Théâtre National Populaire di Jean-Louis Barrault, dove recitò accanto a Gérard Philipe in Lorenzaccio e Les Caprices de Marianne. Continuò presso il Teatro dell'Odéon, esibendosi in opere come Le Soulier de Satin, Andromaca, La dodicesima notte, e altre, diventando una delle principali attrici francesi di prosa e specializzate nel repertorio classico, grazie anche alla sua bellezza e alla sua personalità.
Arrivò al cinema nel 1950 e due anni più tardi interpretò l'elegante e biondissima marchesa in Fanfan la Tulipe (1952) di Christian Jaque, con Gérard Philipe. Alla metà degli anni cinquanta venne chiamata a Hollywood per interpretare raffinate donne europee in film quali Spionaggio internazionale (1956) di Sheldon Reynolds, accanto a Robert Mitchum, Estasi (1960) di Charles Vidor e George Cukor, accanto a Dirk Bogarde, ed El Cid (1961) di Anthony Mann, con Charlton Heston e Sophia Loren. Dopo aver girato Scandalo in società (1964) di Delmer Daves, che non ebbe molto successo e non fu nemmeno distribuito in Francia, l'attrice tornò per qualche tempo in patria e lavorò sotto la direzione di Jean Delannoy in Operazione maggiordomo (1965), e di Marcel Carné in Tre camere a Manhattan (1965). Nel 1966 fece parte del cast internazionale di Grand Prix di John Frankenheimer. Fu indimenticabile nella parte di Madame Anaïs, la tenutaria di un bordello, in Bella di giorno (1967) di Luis Buñuel, con Catherine Deneuve, e interpretò con fine eleganza il ruolo ambiguo di Gabrielle Valladon, la spia che fa perdere la testa a Sherlock Holmes, in Vita privata di Sherlock Holmes (1970) di Billy Wilder. Tra i ruoli interpretati negli anni della maturità, da ricordare quello della vedova ninfomane nel surreale Buffet freddo (1979) di Bertrand Blier, e il noir Mia dolce assassina (1983) di Claude Miller. Nel 1987 tornò negli Stati Uniti per recitare in Terapia di gruppo di Robert Altman, dopodiché diradò le sue apparizioni al cinema.
Geneviève Page continuò anche la carriera teatrale, che giunse al suo apice con l'interpretazione di Petra Von Kant nell'adattamento francese del lavoro di Rainer Werner Fassbinder, Le lacrime amare di Petra von Kant, rappresentata al Théâtre de Chaillot nel 1980, che le valse il premio come miglior attrice assegnato dal Syndicat de la critique.
Il 31 dicembre 2013 le venne conferita l'onorificenza di Ufficiale della Legion d'onore.

## Filmografia parziale
- Nessuna pietà per le donne (Pas de pitié pour les femmes), regia di Christian Stengel (1950)
- Fanfan la Tulipe, regia di Christian-Jaque (1952)
- Lo strano desiderio del signor Bard (L'étrange désir de Monsieur Bard), regia di Géza von Radványi (1954)
- Spionaggio internazionale (Foreign Intrigue), regia di Sheldon Reynolds (1956)
- La volpe di Londra (The Silken Affair), regia di Roy Kellino (1956)
- Michele Strogoff (Michel Strogoff), regia di Carmine Gallone (1956)
- Agguato a Tangeri, regia di Riccardo Freda (1957)
- Estasi (Song Without End), regia di Charles Vidor, George Cukor (1960)
- El Cid, regia di Anthony Mann (1961)
- Il giorno e l'ora (Le Jour et l'heure), regia di René Clément (1963)
- Spionaggio senza frontiere (L'honorable Stanislas, agent secret), regia di Jean-Charles Dudrumet (1963)
- Scandalo in società (Youngblood Hawke), regia di Delmer Daves (1964)
- Operazione maggiordomo (Le Majordome), regia di Jean Delannoy (1965)
- Tre camere a Manhattan (Trois chambres à Manhattan), regia di Marcel Carné (1965)
- Un avventuriero a Tahiti (Tendre voyou), regia di Jean Becker (1966)
- Grand Prix, regia di John Frankenheimer (1966)
- Bella di giorno (Belle de jour), regia di Luis Buñuel (1967)
- Le disavventure di un guardone (Decline and Fall... of a Birdwatcher), regia di John Krish (1968)
- Mayerling, regia di Terence Young (1968)
- Vita privata di Sherlock Holmes (The Private Life of Sherlock Holmes), regia di Billy Wilder (1970)
- Buffet freddo (Buffet froid), regia di Bertrand Blier (1979)
- Mia dolce assassina (Mortelle randonnée), regia di Claude Miller (1983)
- Terapia di gruppo (Beyond Therapy), regia di Robert Altman (1987)
- Cartoline italiane, regia di Memè Perlini (1987)
- L'inconnu dans la maison, regia di Georges Lautner (1992)
- Lovers - French Dogma Number One (Lovers), regia di Jean-Marc Barr (1999)

## Doppiatrici italiane
- Lydia Simoneschi in Spionaggio internazionale, Michele Strogoff
- Rita Savagnone in Un avventuriero a Tahiti, Mayerling
- Gabriella Genta in Fanfan la Tulipe
- Rosetta Calavetta in Estasi
- Maria Pia Di Meo in El Cid
- Adriana De Roberto in Bella di giorno
- Ada Maria Serra Zanetti in Cartoline italiane